# Astridpark (Anderlecht)
Het Astridpark (Frans: Parc Astrid) is een park in de Belgische gemeente Anderlecht.
Het park werd aangelegd in 1911 en heette aanvankelijk het Parc du Meir. In 1935 werd het hernoemd tot Astridpark, ter nagedachtenis aan de in dat jaar bij een auto-ongeluk omgekomen Belgische koningin Astrid.
In het park is het het stadion van voetbalclub RSC Anderlecht gelegen, het Lotto Park. Dit stadion wordt ook wel aangeduid met de naam Astridpark.